# アンヘル・カブレラ
アンヘル・カブレラ（Ángel Cabrera, 1969年9月12日 - ）は、アルゼンチン・コルドバ出身のプロゴルファー。

## 人物
2007年の全米オープンと2009年のマスターズで優勝し、メジャー大会2勝を挙げた選手である。身長183cm、体重95kgの大きな身体から繰り出す飛距離を最大の持ち味とする選手で、「アヒル」を意味する“El Pato”（エル・パト）というニックネームで呼ばれている。プロゴルフ界でも屈指の“飛ばし屋”タイプのひとりとして知られ、ヨーロッパツアーの「ドライバー平均飛距離」で1位をマークしてきた。これまでにヨーロッパツアーで通算3勝、国際試合で17勝を挙げてきた。世界ランキング自己最高位は9位。
カブレラは10歳の時から、故郷のコルドバにある「コルドバ・ゴルフクラブ」でキャディを始めた。1989年にプロ入りし、1996年からヨーロピアンツアーに参戦を開始する。2000年12月、世界ゴルフ選手権シリーズに組み込まれた「EMCワールドカップ」がアルゼンチン・ブエノスアイレスにある「ブエノスアイレス・ゴルフクラブ」で開かれ、カブレラは先輩選手のエドゥアルド・ロメロとコンビを組んで出場したが、アメリカのタイガー・ウッズとデビッド・デュバルのコンビに敗れて2位に終わった。2001年4月1日、カブレラは地元の「アルゼンチン・オープン」でツアー初優勝を果たし、その勢いに乗って翌週のマスターズに乗り込んだ。初出場でいきなりマスターズの優勝争いに加わったが、最終日にスコアを崩して 8 アンダーパー（-8, 280ストローク）の10位タイに終わる。2002年5月、「ベンソン・アンド・ヘッジズ・インターナショナル・オープン」で欧州ツアー2勝目を達成。
2005年はアンヘル・カブレラのゴルフ経歴を通じて、最も充実した年となる。5月29日、ヨーロッパツアーの高額賞金大会の1つである「BMW選手権」で優勝し、ツアーの賞金ランキングで自己最高の5位をマークした。同年9月に行われた「プレジデンツカップ」で、カブレラは初めて国際選抜チームの代表選手に選ばれ、出場5試合のうち4試合に勝利を収めた。この後、カブレラは2005年10月2日付で自己最高の世界ランキング9位に躍進し、アルゼンチンのプロゴルファーとして史上初の世界ランキングトップ10入りを果たした。
2006年はマスターズで8位、全英オープンで7位に入ったが、優勝争いの終盤で崩れるパターンが多かった。2007年の全米オープンで、カブレラは5オーバーパー（+5, 285ストローク）をマークし、タイガー・ウッズとジム・フューリクの2人を1打差で振り切ってメジャー大会初優勝を達成した。
2年後の2009年マスターズで、カブレラは最終ラウンドの最終組をケニー・ペリー（アメリカ）と一緒に回った。途中まで単独首位を走っていたペリーが17番・18番ホールで連続ボギーを犯したことにより、ペリーとカブレラ、チャド・キャンベル（アメリカ）の3人が 12 アンダーパー（-12, 276ストローク）で並び、優勝争いはプレーオフにもつれ込んだ。プレーオフ最初のホールは18番で行われ、まずキャンベルがボギーで脱落する。2ホール目は10番に移り、ここでペリーがボギーとしたため、パーで終了したカブレラがマスターズ初優勝を決めた。これは南米出身のプロゴルファーによる最初のマスターズ優勝であり、カブレラ自身にとっては2007年全米オープン以来のメジャー2勝目となる。
アルゼンチンでは、それまでゴルフはあまり知名度のないスポーツであった。当地のゴルフ選手としては、1967年の全英オープン優勝者となったロベルト・デ・ビセンゾ（Roberto de Vicenzo）が伝説的な存在である。その後、1954年生まれのエドゥアルド・ロメロが1980年代後半からヨーロッパ・ゴルフツアーで息長く活躍し、多くの後輩選手たちを育ててきた。カブレラもロメロから資金面で多大な援助を受けた選手の1人である。

## ツアー優勝歴

### 欧州ツアー（5勝）
- 2001年：オープン・デ・アルヘンティーナ
- 2002年：ベンソン&ヘッジス・インターナショナル・オープン
- 2005年：BMW選手権
- 2007年：全米オープン
- 2009年：マスターズ

### PGAツアー（3勝）
| Legend                  |
| Major championships (2) |
| Other PGA Tour (1)      |

| No. | Date         | Tournament                     | 優勝スコア            | 打差    | 2位(タイ)                          |
| --- | ------------ | ------------------------------ | --------------------- | ------- | ---------------------------------- |
| 1   | 17 Jun 2007  | 全米オープン                   | +5 (69-71-76-69=285)  | 1打差   | ジム・フューリク, タイガー・ウッズ |
| 2   | 12 Apr 2009  | マスターズ・トーナメント       | −12 (68-68-69-71=276) | Playoff | チャド・キャンベル, ケニー・ペリー |
| 3   | 2014年7月6日 | グリーンブライアー・クラシック | −16 (68-68-64-64=264) | 2打差   | ジョージ・マクニール               |